# Країнський Микола Васильович
Микола Васильович Країнський (1 травня 1869, Київ — 18 серпня 1951, Харків) — український психіатр і психолог. Відомий працями з обміну речовин при епілесії. Перший висунув гіпотезу про захисний характер епілептичного припадку, під час якого в організмі руйнуються накопичені отруйні речовини.

## Життєпис
1893 року закінчив медичний факультет Харківського університету. З 1894 року працював у психіатричній лікарні П. Ковалевського. З 1918 року — доцент кафедри невропатології та психіатрії Київського університету. 1919 року хворий переїхав у Новоросійськ, потім виїхав на острів Лемнос. Звідти Країнський переїхав до Королівства сербів, хорватів і словенців. З 1921 року — доцент кафедри психіатрії у Загребі, з 1928 року — професор Белградського університету. 1946 року повернувся до СРСР і очолював біофізіологічну лабораторію Українського психоневрологічного науково-дослідного інституту.